# ホッジ・テイト加群
ホッジ・テイト加群（ほっじていとかぐん、英: Hodge–Tate module）とは、ホッジ構造のp進体上の類似物である。 テイトのp可除群についての研究結果を用いてセールが定義し、ホッジ・テイト構造と名付けた。

## 定義
Gをp進体Kの絶対ガロア群とする。 このとき、Gは1のpn乗根への作用から定義される標準的な円分指標χを持つ。 CをKの代数的閉包を完備化したものとする。 ガロア群Gの半線形作用を持つC上の有限次元ベクトル空間がχの整数冪の固有ベクトルで生成されるとき、 ホッジ・テイト型と呼ぶ。